# Royal Rumble (2020)
Royal Rumble (2020) là một sự kiện đấu vật chuyên nghiệp trả tiền theo lượt và sự kiện WWE Network được tổ chức bởi WWE dành cho hai thương hiệu Raw và SmackDown của họ. Nó được tổ chức vào ngày 26 tháng 1 năm 2020 tại Minute Maid Park ở Houston, Texas. Nó sẽ là sự kiện thứ ba mươi ba theo niên đại Royal Rumble.
Tám trận đấu đã diễn ra trong sự kiện, bao gồm hai trận trước Kickoff. Trong sự kiện chính, Drew McIntyre thắng trận Royal Rumble dành cho nam và Charlotte Flair thắng trận Royal Rumble dành cho nữ. Ngoài ra còn các trận đấu khác như "The Fiend" Bray Wyatt bảo toàn đai WWE Universal Championship trước Daniel Bryan trong trận đấu Strap, Roman Reigns đánh bại King Corbin trong trận đấu Đè đếm mọi nơi, và Becky Lynch đánh bại Asuka bằng đòn khóa để bảo toàn đai WWE Raw Women's Championship. Sự kiện cũng chứng kiến sự trở lại võ đài của Edge, người đã không đấu vật kể từ năm 2011 trước khi nghỉ hưu do chấn thương chân.

## Tổ chức

### Lý lịch
Royal Rumble là một sự kiện quảng cáo trả tiền theo lượt hàng năm, được diễn ra vào mỗi tháng một mỗi năm bởi WWE kể từ 1988. Nó là một trong bốn chương trình quảng cáo trả tiền theo lượt, cùng với WrestleMania, SummerSlam và Survivor Series, còn được gọi là "Tứ Đại". Nó được đặt tên sau trận Royal Rumble là một phiên bản của Battle Royal với luật chơi hai đô vật đầu tiên sẽ xuất hiện và trong một khoảng thời gian nhất định sẽ có một đô vật khác ra và tiếp tục đấu với nhau cho đến khi hết một số lượng đô vật được quy định và người trụ lại cuối cùng là người chiến thắng, đô vật bị tính là bị loại khi bị văng qua dây cao nhất và hai chân chạm đất. Cả hai trận đấu của nam và nữ đều có tổng cộng 30 đô vật. Theo truyền thống, người chiến thắng sẽ được chọn một trong các đai vô địch thế giới để tranh đai tại WrestleMania. Đối với năm 2020, cả nam và nữ đều được chọn một trận tranh đai hàng đầu của các thương hiệu tại WrestleMania 36: nam sẽ được chọn giữa WWE Championship của Raw hay WWE Universal Championship của SmackDown; trong khi nữ có thể chọn tương ứng WWE Raw Women's Championship hay WWE SmackDown Women's Championship. 2020 sẽ là năm thứ 33 theo niên đại Royal Rumble và mối thù của các đô vật từ các thương hiệu Raw và SmackDown.

### Cốt truyện
Sự kiện bao gồm tám trận đấu, bao gồm hai trận trước Kickoff. Các trận đấu sẽ bắt nguồn từ các cốt truyện kịch bản, trong đó các đô vật sẽ thể hiện nhân vật anh hùng, nhân vật phản diện hoặc nhân vật ít phân biệt hơn trong một sự kiện thường lên đỉnh điểm qua một hoặc một loạt các trận đấu. Kết quả được xác định trước bởi các nhà viết kịch bản của WWE của các thương hiệu Raw và SmackDown, trong khi cốt truyện được phát sóng hàng tuần qua hai chương trình Monday Night Raw và Friday Night SmackDown.

#### Raw
Trong khi các nhà vô địch WWE Championship liên tục bảo vệ đai hàng năm tại sự kiện trả tiền theo lượt Royal Rumble, vào ngày 6 tháng 1 tại tập phim Raw, nó được công bố rằng WWE Championship sẽ không được bảo vệ trong sự kiện 2020. Thay thế, như là anh ấy cảm thấy rằng không một ai ở bất kỳ thương hiệu nào xứng đáng có cơ hội, WWE Champion Brock Lesnar quyết định điền tên mình tham gia trận Royal Rumble nam ở vị trí số một. Không có thay đổi về luật chơi, mặc dù Lesnar đang giữ một trong hai chiếc đai vô địch thế giới nhưng người chiến thắng sẽ đặt ra thử thách tại WrestleMania 36. Vào ngày 20 tháng 1 tại tập phim Raw, người đại diện cho Lesnar, Paul Heyman nhắc nhở người hâm mộ của giải thưởng trận Royal Rumble, nhưng cũng nói rằng điều đó không ai xứng đáng đủ sức để đối mặt Lesnar trong sự kiện chính tại WrestleMania, cũng tiết lộ rằng nếu Lesnar thắng, anh ta sẽ không nhận phần thưởng.
Tại TLC: Tables, Ladders & Chairs, The Kabuki Warriors (Asuka và Kairi Sane) đánh bại đội của nhà vô địch WWE Raw Women's Championship Becky Lynch và Charlotte Flair trong trận đấu Bàn, Thang và Ghế để bảo toàn WWE Women's Tag Team Championship. Trong hậu trường buổi phỏng vấn một tập phim Raw, Lynch bắt đầu rằng cô ấy sẽ không

## Những người xuất hiện trên màn hình
| Vị trí:                               | Tên:                                               |
| ------------------------------------- | -------------------------------------------------- |
| Bình luận viên tiếng Anh              | Michael Cole (SmackDown/Men's Royal Rumble match)  |
| Bình luận viên tiếng Anh              | Corey Graves (SmackDown/both Royal Rumble matches) |
| Bình luận viên tiếng Anh              | Tom Phillips (Raw/Women's Royal Rumble match)      |
| Bình luận viên tiếng Anh              | Jerry Lawler (Raw/Women's Royal Rumble match)      |
| Bình luận viên tiếng Anh              | Booker T (Men's Royal Rumble match)                |
| Bình luận viên tiếng Tây Ban Nha      | Carlos Cabrera                                     |
| Bình luận viên tiếng Tây Ban Nha      | Marcelo Rodríguez                                  |
| Bình luận viên tiếng Đức              | Carsten Schaefer                                   |
| Bình luận viên tiếng Đức              | Tim Haber                                          |
| Bình luận viên tiếng Đức              | Calvin Knie                                        |
| Người cầm micro giới thiệu đô vật     | Greg Hamilton (SmackDown/Men's Royal Rumble match) |
| Người cầm micro giới thiệu đô vật     | Mike Rome (RAW/Women's Royal Rumble match)         |
| Các trọng tài                         | Danilo Anfibio                                     |
| Các trọng tài                         | Jason Ayers                                        |
| Các trọng tài                         | Shawn Bennett                                      |
| Các trọng tài                         | Jessika Carr                                       |
| Các trọng tài                         | John Cone                                          |
| Các trọng tài                         | Dan Engler                                         |
| Các trọng tài                         | Darrick Moore                                      |
| Các trọng tài                         | Eddie Orengo                                       |
| Các trọng tài                         | Darryl Sharma                                      |
| Các trọng tài                         | Chris Sharpe                                       |
| Các trọng tài                         | Ryan Tran                                          |
| Các trọng tài                         | Rod Zapata                                         |
| Phỏng vấn                             | Kayla Braxton                                      |
| Phỏng vấn                             | Sarah Schreiber                                    |
| Những người dẫn chương trình Pre-show | Jonathan Coachman                                  |
| Những người dẫn chương trình Pre-show | Charly Caruso                                      |
| Những người dẫn chương trình Pre-show | David Otunga                                       |
| Những người dẫn chương trình Pre-show | Christian                                          |
| Những người dẫn chương trình Pre-show | Renee Young                                        |
| Những người dẫn chương trình Pre-show | Sam Roberts                                        |

## Kết quả
| #                                                                                     | Kết quả                                                                  | Thể loại                                                                                  | Thời gian |
| ------------------------------------------------------------------------------------- | ------------------------------------------------------------------------ | ----------------------------------------------------------------------------------------- | --------- |
| 1P                                                                                    | Sheamus đánh bại Shorty G bởi đòn chốt hạ                                | Trận đánh đơn                                                                             | 12:35     |
| 2P                                                                                    | Andrade (c) (với Zelina Vega) đánh bại Humberto Carrillo bởi đòn chốt hạ | Trận đánh đơn tranh đai WWE United States Championship                                    | 14:20     |
| 3                                                                                     | Roman Reigns đánh bại King Corbin                                        | Falls Count Anywhere match                                                                | 21:20     |
| 4                                                                                     | Charlotte Flair thắng khi loại người cuối cùng Shayna Baszler            | 30-woman Royal Rumble match giành suất tranh đai Women's championship tại WrestleMania 36 | 54:20     |
| 5                                                                                     | Bayley (c) đánh bại Lacey Evans bởi đòn chốt hạ                          | Trận đánh đơn tranh đai WWE SmackDown Women's Championship                                | 9:20      |
| 6                                                                                     | "The Fiend" Bray Wyatt (c) đánh bại Daniel Bryan                         | Trận đấu Strap match tranh đai WWE Universal Championship                                 | 17:35     |
| 7                                                                                     | Becky Lynch (c) đánh bại Asuka (và Kairi Sane) bởi đòn khóa              | Trận đánh đơn tranh đai WWE Raw Women's Championship                                      | 16:25     |
| 8                                                                                     | Drew McIntyre thắng khi loại người cuối cùng Roman Reigns                | 30-man Royal Rumble match giành suất tranh đai World championship tại WrestleMania 36     | 1:00:50   |
| - (c) – chỉ người vô địch bước vào trận đấu - P – chỉ trận đấu diễn ra trong pre-show |                                                                          |                                                                                           |           |